# Elaphocera erberi
Elaphocera erberi är en skalbaggsart som beskrevs av Ernst Gustav Kraatz 1882. Elaphocera erberi ingår i släktet Elaphocera och familjen Melolonthidae. Inga underarter finns listade i Catalogue of Life.